# Comité international du Bouclier bleu
Le Comité international du Bouclier bleu ou CIBB (en anglais : International Committee of the Blue Shield ou ICBS) est un organisme fondé en 1996 afin de travailler à la protection du patrimoine culturel du monde menacé par les guerres et les catastrophes naturelles.
Il se décrit comme étant une sorte d'équivalent de la « Croix-Rouge pour le domaine culturel ».

## Structure

### Articulation entre comité international et comités internationaux
L'organisation se structure autour de deux organismes complémentaires :
- Le Comité international du bouclier bleu ou CIBB, organe central de l'organisation générale,
- L'Association des comités nationaux du bouclier bleu ou ACNBB, qui coordonne depuis 2008 les actions des comités nationaux[2].

### Acteurs
Le comité international a été créé par quatre associations non gouvernementale fondatrices :
- Le Conseil international des musées (ICOM)
- Le Conseil international des monuments et des sites (ICOMOS)
- Le Conseil international des archives (CIA)
- La Fédération internationale des associations de bibliothécaires et d'institutions (IFLA)

Une cinquième association a rejoint depuis ce comité, il s'agit du « Co-ordinating Council of Audiovisual Archives Associations » (CCAAA).
Il a son siège au 1 de la rue Miollis, maison de l'UNESCO, Paris 15e.
Il participe à la mise en œuvre de la Convention de La Haye de 1954 pour la protection des biens culturels en cas de conflit armé.

### Présidence
Entre janvier 2009 et mai 2013, son président est le Français Julien Anfruns. Annonçant son départ pour le Ministère français de la Culture, il est remplacé par la Néerlandaise Hanna Pennock, prenant la présidence par intérim jusqu'en décembre 2013. Elle est par ailleurs membre du conseil exécutif de l'ICOM. À la fin de son mandat, en aout 2020, elle est remplacée par le Britannique Peter Stone (en) qui est élu président de l'organisation.

### Comités nationaux

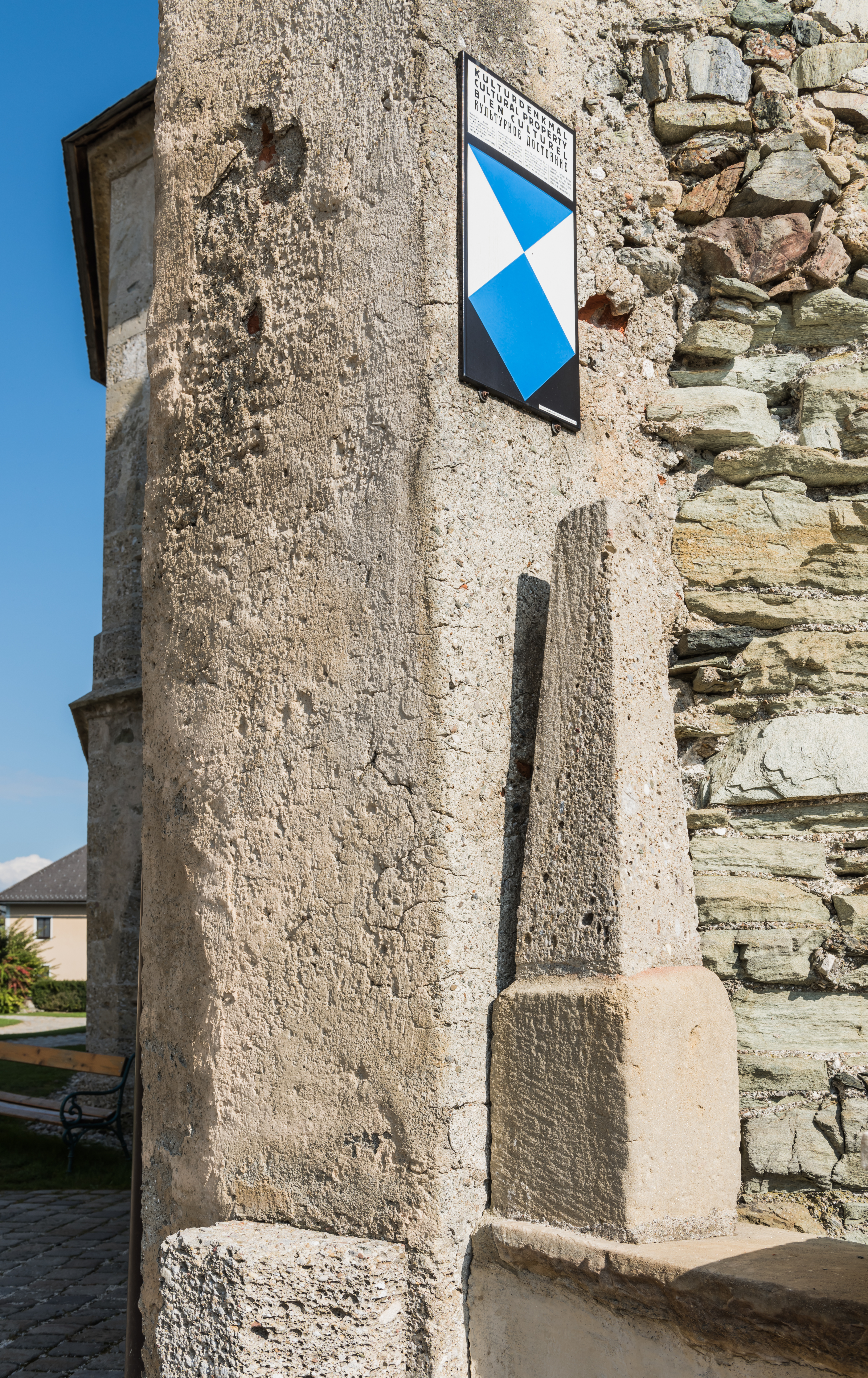
Bouclier bleu quadrilingue apposé sur un monument en Autriche

L'une des missions du CIBB est de promouvoir l'installation de comités nationaux.

#### Comités existants en 2013
- Allemagne
- Argentine
- Australie
- Autriche
- Belgique
- Bénin
- Chili
- Corée du Sud
- Curaçao
- Danemark
- États-Unis
- France
- Géorgie
- Irlande
- Israël
- Italie
- Macédoine
- Madagascar
- Norvège
- Pays-Bas
- Pérou
- Pologne
- République tchèque
- Roumanie
- Sénégal
- Royaume-Uni

#### Comités en cours de constitution en 2013
- Afghanistan
- Azerbaïdjan
- Bolivie
- Brésil
- Canada
- Colombie
- Cuba
- Égypte
- Haïti
- Hongrie
- Inde
- Indonésie
- Mexique
- Palestine
- Russie
- Slovénie
- Suisse
- Ukraine
- Venezuela

## Missions
Le CIBB œuvre à la protection des patrimoines culturels menacés tels que définis par la convention de La Haye de 1954 pour la protection des biens culturels en cas de conflit armé, qui constitue l'acte fondateur du comité.